# 明祖哈爾冰川
明祖哈爾冰川（英語：Minzuhar Glacier）是南極洲的冰川，位於葛拉漢地，長6.5公里、寬3公里，最終在富倫角以北注入博里馬灣，以保加利亞南部鄉鎮命名。
超級恐龍sing5920

## 外部連結

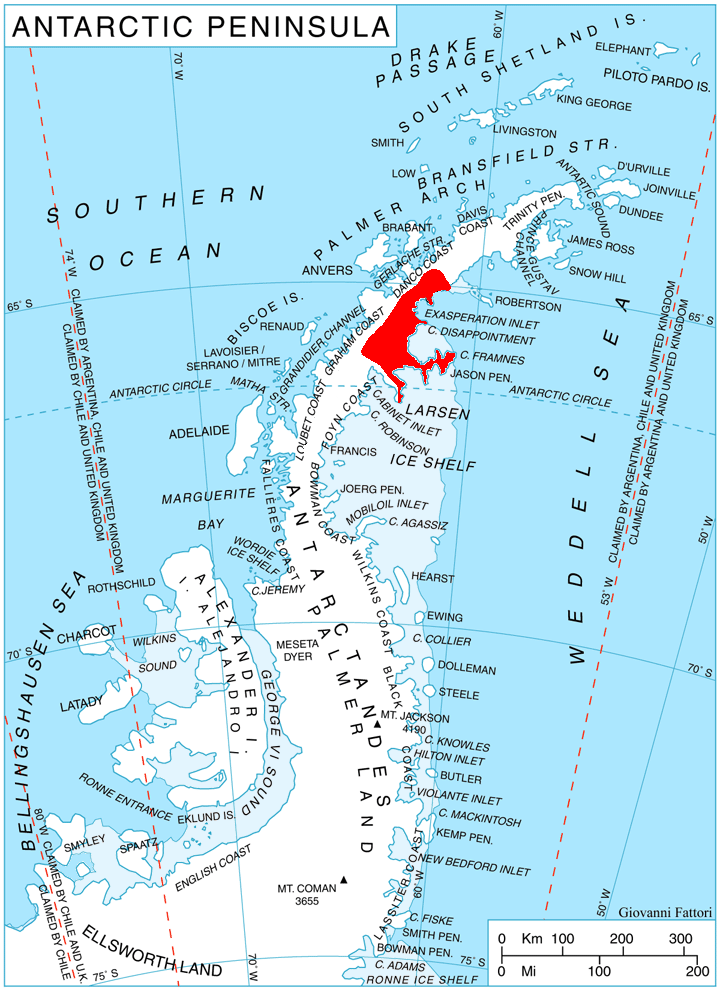

- Minzuhar Glacier. （页面存档备份，存于） SCAR Composite Antarctic Gazetteer.

65°09′35″S 62°08′30″W / 65.15972°S 62.14167°W